# Google 翻訳
Google 翻訳（グーグルほんやく、Google Translate）はGoogleが提供する翻訳サイト・翻訳アプリで、テキスト（3900字以内）、もしくはウェブページ全体を他言語に翻訳するサービスである。文章の言語識別や、入力した文字の音声変換機能を持つ。

## 概要
Babel Fish、AOL、Yahoo!など内部でSYSTRANを用いるほかの翻訳サービスと異なり、統計的機械翻訳による独自の翻訳エンジンを用いる。
Googleの翻訳エンジンは、国際連合の文書類による二百億程度の語から成るコーパスを用い、原文と国連の翻訳者による翻訳文を相互に探索して類型を抽出して翻訳エキスパートシステムを作成した。
同社が開発するブラウザ、Google Chromeに統合されており、外国語のウェブサイト全体を自動翻訳する機能を備える。
現在はすべての言語同士で翻訳可能だが、全言語で直接翻訳は行わず、英語などを介して重訳される場合が多い。このため、指定言語と異なる英語などのテキストを入力しても翻訳される。
語彙力に優れるが、番組名や専門用語など特異的語句に誤訳が散見し、長文で精度の低下がみられる。
2016年に翻訳アルゴリズムがニューラルネットワークを使用したものに変更され、翻訳の精度が向上した。従来のアルゴリズムとは異なり、文を部位ごとではなく全体として扱うため、より正確な訳語の候補を表す。
2018年11月、Web上で動作するGoogle翻訳のUIがマテリアルデザインに刷新される。
2019年1月9日にGoogle翻訳がWikipediaでのコンテンツ翻訳で利用できることを非営利団体Wikimedia Foundationが発表した。GoogleとWikimedia Foundationの双方の合意のもとで無償で利用することができる。
2022年10月3日、Googleは中国本土での翻訳サービスを終了したと発表した。利用者が少なかったためとしている。

## 機能
Google 翻訳は、下に列挙した機能で、テキスト、音声、静止画または動画内のテキストを含む複数の形式のテキストとメディアを翻訳する。
- 書き言葉翻訳：文字で書かれた言葉やテキストを他の言語に翻訳する[11]
- ウェブサイト翻訳:ウェブページ全体を選択した言語に翻訳する[12]
- ドキュメント翻訳:ユーザーがアップロードした.doc、.docx、.odf、.pdf、.ppt、.pptx、.ps、.rtf、.txt、.xls、.xlsx 形式のドキュメントを選択した言語に翻訳する[12]
- 音声翻訳：話し言葉を選択した言語に瞬時に翻訳する[13]
- モバイルアプリ翻訳: 2018 年に、Google は新しく「タップして翻訳」機能を導入した。これにより、アプリを終了したり切り替えたりすることなく、アプリ内で即座に翻訳できるようになった[14]
- 画像翻訳：ユーザーが撮影した写真の文字を認識し、画面上の文字を瞬時に翻訳する[15]
- 手書き翻訳:液晶画面に手書きされた言葉、またはキーボードを使わず仮想キーボードに描画された言葉を翻訳する[16]
- バイリンガル会話翻訳：多言語の会話を翻訳する[17]
- 文字起こし:さまざまな言語の音声を文字起こしする[18]

Google 翻訳は、そのほとんどの機能について、発音、辞書、翻訳のリスニングを提供し、独自の翻訳アプリにより、スマホがオフラインでも翻訳できる。

## モバイルアプリケーション
モバイル用途にAndroidとiOSを対象として提供している。音声入力、多言語翻訳、リアルタイム翻訳などウェブ版と同様な基本機能に、モバイル向けの機能が追加されている。

### モバイル向けの機能
Bing翻訳と比較して、Google翻訳は5つの入力方法（テキストモード、会話モード、オフライン翻訳、カメラ入力、手書き入力）をすべて備えているため、スマートな翻訳システムと見なされている
テキストモード
データを入力するための基本的な方法。
会話モード
二人以上が会話する際に、Google翻訳が自動的に判断して翻訳言語を切り替える機能である。
話者が話しを終えたと判断すると、会話相手の言語へ自動翻訳して機械音声で読み上げ、直後に相手の言語による音声入力を待機する。
オフライン翻訳
翻訳に必要なアルゴリズムやデータなどを予め端末にダウンロードして、データ通信が使えない環境でもGoogle翻訳の一部機能が利用できる。
カメラ入力
端末のカメラで撮影した映像からOCRによって文字を読み取る機能である。一部言語では、撮影と翻訳を同時に行える「リアルタイム翻訳」に対応している。リアルタイム翻訳では拡張現実（AR）の技術が応用されている。カメラ越しに写っている外国語を自動処理で塗りつぶし、その箇所に母国語を当てはめる処理を動的に行う。
手書き入力
画面上に表示する専用の入力パッドに、直接文字を描いて入力する機能である。仮想キーボードでは入力が困難な言語で活用される。

## 翻訳可能な言語
（年代順）
- 最初期  累計言語数：4
  - 英⇔仏
  - 英⇔独
  - 英⇔西
  - 仏⇔独
- 第2期  累計言語数：5
  - 英⇔葡
- 第3期  累計言語数：6
  - 英⇔伊
- 第4期  累計言語数：9
  - 英⇔中（簡体字） ベータ
  - 英⇔日 ベータ
  - 英⇔韓 ベータ
- 第5期（2006年4月 -） 累計言語数：10
  - 英⇔露 ベータ
- 第6期（2006年12月 -） 累計言語数：11
  - 英⇔アラビア語 ベータ
- 第7期（2007年2月 -） 累計言語数：13
  - 英⇔中（繁体字） ベータ
  - 中（簡体字）⇔中（繁体字） ベータ
- 第9期 累計言語数：14
  - 英語⇔ヒンディー語
- 第10期 （2008年5月 -） 累計言語数：24
  - ブルガリア語
  - クロアチア語
  - チェコ語
  - デンマーク語
  - フィンランド語
  - ギリシャ語
  - ノルウェー語
  - ポーランド語
  - ルーマニア語
  - スウェーデン語
- 第11期 (2008年9月25日 -） 累計言語数：35
  - カタロニア語
  - フィリピノ語
  - ヘブライ語
  - インドネシア語
  - ラトビア語
  - リトアニア語
  - セルビア語
  - スロバキア語
  - スロベニア語
  - ウクライナ語
  - ベトナム語
- 第12期（2009年1月30日 -）　累計言語数：42
  - アルバニア語
  - エストニア語
  - ガリシア語
  - ハンガリー語
  - マルタ語
  - タイ語
  - トルコ語
- 第13期（2009年6月19日 -） 累計言語数：43
  - ペルシャ語
- 第14期（2009年8月24日 -） 累計言語数：52
  - アフリカーンス語
  - ベラルーシ語
  - アイスランド語
  - アイルランド語
  - マケドニア語
  - マレー語
  - スワヒリ語
  - ウェールズ語
  - イディッシュ語
- 第16期 (2010年1月30日 -） 累計言語数：53
  - ハイチ語
- 第19期 (2010年5月13日 -） 累計言語数：58
  - アルメニア語
  - アゼルバイジャン語
  - バスク語
  - ジョージア語
  - ウルドゥー語
- 第21期（2010年9月 -） 累計言語数：59
  - ラテン語
- 第24期 (2011年6月 -） 累計言語数：64
  - ベンガル語
  - グジャラート語
  - カナラ語
  - タミル語
  - テルグ語
- 第27期 (2012年2月 -） 累計言語数：65
  - エスペラントを追加
- 第28期 (2012年9月 -) 累計言語数：66
  - ラーオ語
- 第33期 (2013年4月 -) 累計言語数：67
  - クメール語追加。
- 第34期 (2013年5月 -) 累計言語数：72
  - ボスニア語
  - セブアノ語
  - ミャオ語
  - ジャワ語
  - マラーティー語
- 第36期 (2013年12月 -) 累計言語数：81
  - ハウサ語
  - イボ語
  - マオリ語
  - モンゴル語
  - ネパール語
  - パンジャブ語
  - ソマリ語
  - ヨルバ語
  - ズールー語
- 第38期 (2014年12月 -) 累計言語数：91
  - チェワ語
  - カザフ語
  - マダガスカル語
  - マラヤーラム語
  - ビルマ語
  - ソト語
  - シンハラ語
  - スンダ語
  - タジク語
  - ウズベク語
- 第41期 (2016年2月 -) 累計言語数：105
  - アムハラ語
  - コルシカ語
  - フリジア語
  - キルギス語
  - ハワイ語
  - クルド語(クルマンジー)
  - クルド語(ソラニー)
  - ルクセンブルク語
  - サモア語
  - スコットランド・ゲール語
  - ショナ語
  - シンド語
  - パシュトー語
  - コサ語
- 第46期 (2020年2月 -) 累計言語数：110
  - キニヤルワンダ語
  - オリヤー語
  - タタール語
  - トルクメン語
  - ウイグル語
- 第47期(2022年5月) 累計言語数：133
  - アッサム語
  - アイマラ語
  - バンバラ語
  - ボージュプリー語
  - ディベヒ語
  - ドーグリー語
  - エウェ語
  - グアラニー語
  - イロカノ語
  - コンカニ語
  - クリオ語
  - リンガラ語
  - ルガンダ語
  - マイティリー語
  - メイテイ語(マニプリ語)
  - ミゾ語
  - オロモ語
  - ケチュア語
  - サンスクリット語
  - 北ソト語
  - ティグリニャ語
  - ツォンガ語
  - トゥイ語
- 第48期(2024年6月)累計言語数：244

あ行 14言語
- - アヴァル語
  - アチェ語
  - アチョリ語
  - アファール語
  - アブハズ語
  - アルール語
  - アワディー語
  - イバン語
  - ヴェネト語
  - ヴェンダ語
  - ウォロフ語
  - ウドムルト語
  - オセット語
  - オック語

か行 13言語
- - カーシ語
  - ガー語
  - カヌリ語
  - カラーリット語
  - キガ語
  - キコンゴ語
  - キトゥバ語
  - クリミア・タタール語
  - セーシェル・クレオール語
  - モーリシャス・クレオール語
  - ケクチ語
  - コクバラ語
  - コミ語

さ行 14言語
- - 北部サーミ語
  - サハ語
  - サポテク語
  - サンゴ語
  - サンタル語
  - シチリア語
  - ジャマイカ・クレオール語
  - シャン語
  - ジュラ語
  - シレジア語
  - ジンポー語
  - スス語
  - スワジ語
  - ゾンカ語

た行 19言語
- - タヒチ語
  - タマージク語
  - タマージク語（ティフィナグ）
  - ダリー語
  - チェチェン語
  - チベット語
  - チャモロ語
  - チュヴァシ語
  - チューク語
  - ツワナ語
  - ティブ語
  - ディンカ語
  - テトゥン語
  - トゥバ語
  - トゥル語
  - トゥンブカ語
  - トクピシン語
  - トンガ語
  - ドンベ語（英語版）

な行 3言語
- - ナワトル語（東部ウアステカ）
  - ヌエル語
  - ネパールバサ語（ネワール語）

は行 26言語
- - バウレ語
  - ハカ チン語（英語版）
  - バシキール語
  - バタク カロ語
  - バタク シマルングン語
  - バタクトバ語
  - パピアメント語
  - バリ語
  - バルーチー語
  - パンガシナン語
  - パンジャブ語（グルムキー）
  - パンジャブ語（シャームキー）
  - パンパンガ語
  - ビコール語
  - ヒリガイノン語
  - フィジー語
  - フェロー語
  - フォン語
  - フラニ語
  - フリウリ語
  - ブリヤート語
  - ブルトン語
  - フンスリュック語（英語版）
  - ベタウィ語
  - ベンバ語
  - ポルトガル語（ブラジル）
  - ポルトガル語（ポルトガル）※表記変更

ま行 8言語
- - マーシャル語
  - マカッサル語
  - マドゥラ語
  - マム語
  - マルワディー語
  - マレー語（ジャウィ）
  - マン島語
  - ミナン語

や行 1言語
- - ユカテコマヤ語

ら行 7言語
- - ラトガリア語
  - リグリア語
  - リンブルフ語
  - ルオ語
  - ルンディ語
  - ロマーニー語
  - ロンバルド語

わ行 1言語
- - ワライ語

ん 3言語
- - ンコ語
  - ンダウ語（英語版）
  - ンデベレ語（南部）

漢字 2言語
- - 広東語
  - 牧地マリ語

## 翻訳可能な言語と付随する機能の対応言語
（年代順）
- 最初期 
  - 英⇔仏
  - 英⇔独
  - 英⇔西
  - 仏⇔独
- 第2期 
  - 英⇔葡
- 第3期 
  - 英⇔伊
- 第4期 
  - 英⇔中（簡体字） ベータ
  - 英⇔日 ベータ
  - 英⇔韓 ベータ
- 第5期（2006年4月 -）
  - 英⇔露 ベータ
- 第6期（2006年12月 -）
  - 英⇔アラビア語 ベータ
- 第7期（2007年2月 -）
  - 英⇔中（繁体字） ベータ
  - 中（簡体字）⇔中（繁体字） ベータ
- 第8期 （2007年10月 -）
  - 翻訳可能な12言語のすべての間で翻訳可能に。
- 第9期
  - 英語⇔ヒンディー語
- 第10期 （2008年5月 -） 累計言語数：23
  - ブルガリア語
  - クロアチア語
  - チェコ語
  - デンマーク語
  - フィンランド語
  - ギリシャ語
  - ノルウェー語
  - ポーランド語
  - ルーマニア語
  - スウェーデン語
- 第11期 (2008年9月25日 -） 累計言語数：34
  - カタロニア語
  - フィリピノ語
  - ヘブライ語
  - インドネシア語
  - ラトビア語
  - リトアニア語
  - セルビア語
  - スロバキア語
  - スロベニア語
  - ウクライナ語
  - ベトナム語
- 第12期（2009年1月30日 -）　累計言語数：41
  - アルバニア語
  - エストニア語
  - ガリシア語
  - ハンガリー語
  - マルタ語
  - タイ語
  - トルコ語
- 第13期（2009年6月19日 -） 累計言語数：42
  - ペルシャ語
- 第14期（2009年8月24日 -） 累計言語数：51
  - アフリカーンス語
  - ベラルーシ語
  - アイスランド語
  - アイルランド語
  - マケドニア語
  - マレー語
  - スワヒリ語
  - ウェールズ語
  - イディッシュ語
- 第15期（2009年11月19日 -）
  - ベータ版の運用が終了。中国語、日本語、韓国語、ロシア語、ウクライナ語、ベラルーシ語、ブルガリア語、ギリシャ語、ヒンディー語およびタイ語がローマ字表記されたものを選択可能となった。また、アラビア語、ペルシャ語、ヒンディー語からの翻訳で、ラテン文字転写で入力しても、それらの元の文字に書き直されるようになる。
  - 英語、イタリア語、フランス語、ドイツ語の発音サービス開始。
- 第16期 (2010年1月30日 -） 累計言語数：52
  - ハイチ語
- 第17期 (2010年4月 -）
  - ヒンディー語とスペイン語の発音サービス開始。
- 第18期 (2010年5月5日 -）
  - アフリカーンス語、アルバニア語、カタロニア語、中国語 （北京語）、クロアチア語、チェコ語、デンマーク語、オランダ語、フィンランド語、ギリシャ語、ハンガリー語、アイスランド語、インドネシア語、ラトビア語、マケドニア語、ノルウェー語、ポーランド語、ポルトガル語、ルーマニア語、ロシア語、セルビア語、スロバキア語、スワヒリ語、スウェーデン語、トルコ語、ベトナム語、ウェールズ語の発音サービス開始。(eSpeak（英語版）に基づく開始音声プログラム)
- 第19期 (2010年5月13日 -） 累計言語数：57
  - アルメニア語
  - アゼルバイジャン語
  - バスク語
  - グルジア語
  - ウルドゥ語
- 第20期（2010年6月 -）
  - アラビア語のローマ字表記を提供開始。
- 第21期（2010年9月 -） 累計言語数：58
  - アラビア語、ギリシャ語、ヒンディー語、ペルシア語、ロシア語、セルビア語、ウルドゥー語の音声入力が可能に。
  - ラテン語
- 第22期 (2010年12月 -）
  - アラビア語のローマ字表記を提供終了。
  - スペル チェック機能の追加。
  - eSpeak による音声合成による発音機能から、SOVOXによる母語話者の自然音声へ切り替え。(中国語、チェコ語、デンマーク語、オランダ語、フィンランド語、ギリシャ語、ハンガリー語、ノルウェー語、ポーランド語、ポルトガル語、ロシア語、スウェーデン語、トルコ語)
  - アラビア語、日本語、韓国語の発音サービス開始。
- 第23期 (2011年1月 -）
  - 翻訳後、単語の訳語を選択できる機能追加。
- 第24期 (2011年6月 -） 累計言語数：63
  - ベンガル語
  - グジャラート語
  - カナラ語
  - タミール語
  - テルグ語
- 第25期 (2011年7月 -）
  - 翻訳の評価をする機能が追加。
- 第26期 (2012年1月 -）
  - オランダ語の発音機能の声を、男性から女性に切り替え。
  - スロバキア語の発音機能、eSpeakからSVOXに切り替え。
  - イディッシュ語の転写機能追加。
- 第27期 (2012年2月 -） 累計言語数：64
  - タイ語の発音サービス開始。
  - エスペラントを追加
- 第28期 (2012年9月 -) 累計言語数：65
  - ラオ語
- 第29期 (2012年10月 -)
  - ラオ語の転写機能追加。[27][28]
- 第30期 (2012年10月 -)
  - 英語の新たな発音機能開始。
- 第31期 (2012年11月 -)
  - フランス語、スペイン語、イタリア語、ドイツ語の新たな発音機能追加。
- 第32期 (2013年3月 -)
  - 慣用句集追加。
- 第33期 (2013年4月 -) 累計言語数：66
  - クメール語追加。
- 第34期 (2013年5月 -) 累計言語数：71
  - ボスニア語
  - セブアノ語
  - モン語
  - ジャワ語
  - マラーティー語
- 第35期 (2013年5月 -)
  - 16の言語で、カメラインプットが使えるようになる。(ブルガリア語、カタロニア語、デンマーク語、エストニア語、フィンランド語、クロアチア語、ハンガリー語、インドネシア語、アイスランド語、リトアニア語、ラトビア語、ノルウェー語、ルーマニア語、スロバキア語、スロベニア語、スウェーデン語)
- 第36期 (2013年12月 -) 累計言語数：80
  - ハウサ語
  - イボ語
  - マオリ語
  - モンゴル語
  - ネパール語
  - パンジャブ語
  - ソマリ語
  - ヨルバ語
  - ズールー語
- 第37期 (2014年6月 -)
  - 語の定義追加
- 第38期 (2014年12月 -) 累計言語数：90
  - チェワ語
  - カザフ語
  - マダガスカル語
  - マラヤーラム語
  - ビルマ語
  - ソト語
  - シンハラ語
  - スンダ語
  - タジク語
  - ウズベク語
- 第39期 (2015年10月 -)
  - アラビア語のローマ字表記の提供再開。
- 第40期 (2015年11月 -)
  - オーラベッシュ語
- 第41期 (2016年2月 -) 累計言語数：104
  - オーラベッシュ語を除去。
  - ベンガル語の発音サービス開始。
  - アムハラ語
  - コルシカ語
  - フリジア語
  - キルギス語
  - ハワイ語
  - クルド語(クルマンジー)
  - クルド語(ソラニー)
  - ルクセンブルク語
  - サモア語
  - スコットランド・ゲール語
  - ショナ語
  - シンド語
  - パシュトー語
  - コサ語
- 第42期 (2016年9月 -)
  - ウクライナ語の発音サービス開始。
- 第43期 (2016年12月 -)
  - クメール語、シンハラ語の発音サービス開始。
- 第44期 (2018年6月 -)
  - ミャンマー語、マラヤーラム語、マラーティー語、テルグ語の発音サービス開始。
- 第45期 (2019年9月 -)
  - グジャラト語、カンナダ語、ウルドゥ語の発音サービス開始。
- 第46期 (2020年2月 -) 累計言語数：109
  - キニヤルワンダ語
  - オリヤ語
  - タタール語
  - トルクメン語
  - ウイグル語
- 第47期(2022年5月) 累計言語数：132
  - アッサム語
  - アイマラ語
  - バンバラ語
  - ボージュプリー語
  - ディベヒ語
  - ドーグリー語
  - エウェ語
  - グアラニー語
  - イロカノ語
  - コンカニ語
  - クリオ語
  - リンガラ語
  - ルガンダ語
  - マイティリー語
  - メイテイ語(マニプリ語)
  - ミゾ語
  - オロモ語
  - ケチュア語
  - サンスクリット語
  - セペディ語
  - ティグリニャ語
  - ツォンガ語
  - トゥイ語
- 第48期(2024年6月)累計言語数：243
  - アヴァル語
  - アチェ語
  - アチョリ語
  - アファール語
  - アブハズ語
  - アルール語
  - アワディー語
  - イバン語
  - ヴェネト語
  - ヴェンダ語
  - ウォロフ語
  - ウドムルト語
  - オセット語
  - オック語
  - カーシ語
  - ガー語
  - カヌリ語
  - カラーリット語
  - キガ語
  - キコンゴ語
  - キトゥバ語
  - クリミア タタール語
  - クレオール語（セーシェル）
  - クレオール語（モーリシャス）
  - ケクチ語
  - コクバラ語
  - コミ語
  - サーミ語（北部）
  - サポテク語
  - サンゴ語
  - サンタル語
  - シチリア語
  - ジャマイカ クレオール語
  - シャン語
  - ジュラ語
  - シロンスク語
  - ジンポー語
  - スス語
  - スワート語
  - ゾンカ語
  - タヒチ語
  - タマージク語
  - タマージク語（ティフィナグ）
  - ダリー語
  - チェチェン語
  - チベット語
  - チャモロ語
  - チュヴァシ語
  - チューク語
  - ツワナ語
  - ティブ語
  - ディンカ語
  - テトゥン語
  - トゥバ語
  - トゥル語
  - トゥンブカ語
  - トクピシン語
  - トンガ語
  - ドンベ語（英語版）
  - ナワトル語（東部ウアステカ）
  - ヌエル語
  - ネパールバサ語（ネワール語）
  - バウレ語
  - ハカ チン語（英語版）
  - バシキール語
  - バタク カロ語
  - バタク シマルングン語
  - バタクトバ語
  - パピアメント語
  - バリ語
  - バルーチー語
  - パンガシナン語
  - パンジャブ語（グルムキー）
  - パンジャブ語（シャームキー）
  - パンパンガ語
  - ビコール語
  - ヒリガイノン語
  - フィジー語
  - フェロー語
  - フォン語
  - フラニ語
  - フリウリ語
  - ブリヤート語
  - ブルトン語
  - フンスリュック語（英語版）
  - ベタウィ語
  - ベンバ語
  - ポルトガル語（ブラジル）
  - ポルトガル語（ポルトガル）
  - マーシャル語
  - マカッサル語
  - マドゥラ語
  - マム語
  - マルワディー語
  - マレー語（ジャウィ）
  - マン島語
  - ミナン語
  - ヤクート語
  - ユカテコマヤ語
  - ラトガリア語
  - リグリア語
  - リンブルフ語
  - ルオ語
  - ルンディ語
  - ロマーニー語
  - ロンバルド語
  - ワライ語
  - ンコ語
  - ンダウ語（英語版）
  - ンデベレ語（南部）
  - 広東語
  - 牧地マリ語